# D Bay 72
Der Pfälzische D nach Blatt 57 (nach DRG-Gattungskonventionen als D Bay 72 zu führen) war ein zweiachsiger Abteilwagen, der ursprünglich nur die 2. Klasse führte. 1907 wurde er zum D umgebaut.

## Geschichte
Zwischen den Jahren 1864 und 1890 beschafften die Pfälzischen Eisenbahnen insgesamt 407 zweiachsige Abteilwagen der Gattungen AB, B, C und CPost. Der überwiegende Teil der Wagen hatte die Gattung C (insgesamt 260 Stück). Zwei der Wagen der Gattung C wurden 1897 als Basis für den Umbau zu Akkumulator Triebwagen genutzt.

## Beschaffung
Von der Gattung B wurden insgesamt nur 7 Wagen beschafft. So insgesamt drei Wagen bei der Fa. Schmieder & Meyer, Karlsruhe, nach Blatt 13 mit der Gattungsbezeichnung B Pfalz 72. Nach dem Umbau 1907 und der Übernahme in den Wagenbestand der KBStsB (1909) wurden die Wagen als D Bay 72 geführt.

## Verbleib
Im Verzeichnis von 1913 wurden alle drei Wagen noch aufgeführt. Es ist nicht zu vermuten, dass sie noch von der Deutschen Reichsbahn übernommen wurden.

## Konstruktive Merkmale

### Untergestell
Der Rahmen der Wagen war aus einer Mischung von eisernen Profilen und Holz aufgebaut. Die äußeren Längsträger waren aus Eisen, die restlichen Profile aus Holz incl. der Kopfschweller (Pufferbohlen) Die äußeren Längsträger hatten die Form eines liegenden U, dessen Flansche nach außen gerichtet waren. Als Zugeinrichtung hatten die Wagen Schraubenkupplungen nach VDEV, die Zugstange war durchgehend und mittig gefedert. Als Stoßeinrichtung besaßen die Wagen Stangenpuffer mit einer Einbaulänge von 600 mm, die Pufferteller hatten einen Durchmesser von 370 mm, der Pufferstand betrug 1.030 mm.

### Laufwerk
Die Wagen hatten genietete Fachwerkachshalter aus Flacheisen mit der kurzen, geraden Bauform. Gelagert waren die Achsen in geteilten Gleitachslagern. Die Räder hatten Speichenradkörper und einen Raddurchmesser von 1.014 mm. Die Federung bestand aus einer langen, mehrlagigen Feder, die mit einfachen Laschen in den Federböcken befestigt war. Die Wagen hatten keine Bremseinrichtung und verfügten nur über durchgehende Luftleitungen.

### Wagenkasten
Das Wagenkastengerippe bestand aus einem hölzernen Ständerwerk. Es war außen mit Blech und innen mit Holz verkleidet. Die Seitenwände waren an den Unterseiten leicht eingezogen. Die Wagen besaßen ein flach gewölbtes Dach. Die seitlichen Türen waren nach außen aufschlagend. Neben den Fenstern in den Türen besaßen die Abteile auch je zwei schmalere Fenster links und rechts der Türen.

### Ausstattung
Der Innenraum hatte in der Ursprungsausführung insgesamt vier Abteile mit gepolsterten Sitzbänken. Nach dem Umbau (um 1907) verfügten die Wagen nur über zwei „normale“ Abteile mit je zwei viersitzigen Holzlatten-Bänken sowie ein Traglastabteil. Bei diesem standen die Bänke an den Seiten- und Stirnwänden.
Zur Beheizung verfügten die Wagen über eine Dampfheizung. Zur Belüftung konnten die Fenster in den Wagentüren herabgelassen werden. Die Beleuchtung erfolgte durch vier Gasleuchten. Der Vorratsbehälter mit einem Volumen von 650 Litern hing in Wagenlängsrichtung am Rahmen.

## Wagennummern
Die Daten sind den im Literaturverzeichnis aufgeführten verschiedenen Wagenpark-Verzeichnissen der Pfälzischen Eisenbahnen und der Kgl.Bayer.Staatseisenbahnen – Pfälzisches Netz, sowie den Büchern von Emil Konrad (Reisezugwagen der deutschen Länderbahnen, Band II) und  Albert Mühl (Die Pfalzbahn) entnommen.
| Herstelldaten                | Herstelldaten                | Herstelldaten                | Wagennummern je Epoche Gattungszeichen | Wagennummern je Epoche Gattungszeichen | Wagennummern je Epoche Gattungszeichen | Wagennummern je Epoche Gattungszeichen | Wagennummern je Epoche Gattungszeichen | Wagennummern je Epoche Gattungszeichen | Wagennummern je Epoche Gattungszeichen | Fahrwerk   | Fahrwerk | Fahrwerk                  | Fahrwerk                  | Fahrwerk                  | Ausstattung               | Ausstattung               | Ausstattung                                         | Ausstattung                                         | Ausstattung                                         | Ausstattung                                         | Ausstattung                                         | Ausstattung | Ausstattung | Zusatzinfos                              |
| Bau- jahr                    | Her- steller                 | Anz.                         | 1890                                   | 1902                                   | 1913                                   | Rep. 1919                              | DR (ab 1923)                           | DRG (ab 1930)                          | Ausge- mustert                         | Anz. Achs. | LÜP.     | Unt. Gest.                | Achs sen Art              | Brem- sen                 | Bl.                       | Hz.                       | Art u.Anz. Abteile (Sitze je Klasse) [Mil. Nutzung] | Art u.Anz. Abteile (Sitze je Klasse) [Mil. Nutzung] | Art u.Anz. Abteile (Sitze je Klasse) [Mil. Nutzung] | Art u.Anz. Abteile (Sitze je Klasse) [Mil. Nutzung] | Art u.Anz. Abteile (Sitze je Klasse) [Mil. Nutzung] | Mil.        | Mil.        | Bemerkung                                |
| Blatt-Nr. aus WV von Gattung | Blatt-Nr. aus WV von Gattung | Blatt-Nr. aus WV von Gattung | 13 1890 B                              | 16 1902 B                              | 57 1913 D                              |                                        | D Bay 72                               |                                        |                                        |            |          | (siehe jeweilige Legende) | (siehe jeweilige Legende) | (siehe jeweilige Legende) | (siehe jeweilige Legende) | (siehe jeweilige Legende) | A                                                   | I.                                                  | II.                                                 | III.                                                | IV.                                                 | O           | M           | auf Rechnung der Ludwigsbahngesellschaft |
| ---------------------------- | ---------------------------- | ---------------------------- | -------------------------------------- | -------------------------------------- | -------------------------------------- | -------------------------------------- | -------------------------------------- | -------------------------------------- | -------------------------------------- | ---------- | -------- | ------------------------- | ------------------------- | ------------------------- | ------------------------- | ------------------------- | --------------------------------------------------- | --------------------------------------------------- | --------------------------------------------------- | --------------------------------------------------- | --------------------------------------------------- | ----------- | ----------- | ---------------------------------------- |
| 1872                         | Sch.M.                       | 3                            | 56                                     | 56                                     | 56                                     |                                        |                                        |                                        | vor 1930                               | 2          | 8.900    | HE E                      | b                         | Ll.                       | G                         | D Pr                      |                                                     |                                                     | 4 (32)                                              |                                                     | 3 (46)                                              | 24          |             |                                          |
| 1872                         | Sch.M.                       | 3                            | 57                                     | 57                                     | 57                                     |                                        |                                        |                                        | vor 1930                               | 2          | 8.900    | HE E                      | b                         | Ll.                       | G                         | D Pr                      |                                                     |                                                     | 4 (32)                                              |                                                     | 3 (46)                                              | 24          |             |                                          |
| 1872                         | Sch.M.                       | 3                            | 58                                     | 58                                     | 58                                     |                                        |                                        |                                        | vor 1930                               | 2          | 8.900    | HE E                      | b                         | Ll.                       | G                         | D Pr                      |                                                     |                                                     | 4 (32)                                              |                                                     | 3 (46)                                              | 24          |             |                                          |